# Familia real danesa
La familia real danesa es la familia dinástica del monarca de Dinamarca. Todos los miembros de la familia real danesa, excepto la reina emérita Margarita II y el rey Federico X, tienen el título de príncipe o princesa de Dinamarca. A los hijos dinásticos del monarca y del heredero se les otorga el tratamiento de alteza real, mientras que otros miembros de la dinastía son tratados de alteza. El rey y la reina emérita poseen el tratamiento de majestad.
La reina emérita Margarita y sus hermanas pertenecen a la Casa de Glücksburg, una rama de la Casa de Oldemburgo. Sus hijos, incluido el rey Federico, y los descendientes de la línea masculina pertenecen de manera nativa a la casa de Monpezat, y se les otorgó el título concurrente de conde o condesa de Monpezat por real decreto el 30 de abril de 2008. Si bien, a efectos oficiales, se les considera de la casa de Glücksburg.
La familia real danesa disfruta de índices de aprobación notablemente altos en Dinamarca, que oscilan entre 82 % y 92 %.

## Miembros principales

### El monarca y su consorte
| MIEMBRO        | ESCUDO | PERFIL | EDAD |
| -------------- | ------ | --- | ---- |
| Rey Federico X |        | Rey de Dinamarca. Asumió la corona después de la abdicación de su madre la reina Margarita II el 14 de enero de 2024. Es el jefe de Estado de Dinamarca, comandante jefe de las Fuerzas Armadas de Dinamarca y tiene la autoridad suprema de la Iglesia del Pueblo Danés. | 56   |
| Reina María    |        | Reina consorte de Dinamarca. De origen plebeyo, nacida en Hobart, Australia. Accedió a la casa real danesa tras su matrimonio con Federico el 14 de mayo de 2004 y se convirtió en reina consorte el 14 de enero de 2024.                                                 | 53   |

### Reina madre
| MIEMBRO         | ESCUDO | PERFIL | EDAD |
| --------------- | ------ | --- | ---- |
| Reina Margarita |        | Reina madre. Fue reina de Dinamarca desde la muerte de su padre, el rey Federico IX el 14 de enero de 1972, hasta su abdicación en favor de su hijo el rey Federico X el 14 de enero de 2024. | 84   |

### Los hijos del rey
| Príncipe Cristián |  | Príncipe heredero de Dinamarca y conde de Monpezat. Nacido en Copenhague, Dinamarca el 15 de octubre de 2005, es el heredero inmediato al trono danés por ser el primogénito de los reyes de Dinamarca. También ostenta el título de conde de Monpezat. | 19 |
| Princesa Isabel   |  | Princesa de Dinamarca y condesa de Monpezat. Nacida en Copenhague, Dinamarca el 21 de abril de 2007 es la segunda en la línea de sucesión al trono danés.                                                                                               | 17 |
| Príncipe Vicente  |  | Príncipe de Dinamarca y conde de Monpezat. Nacido en Copenhague, Dinamarca el 8 de enero de 2011 es el tercero en la línea de sucesión al trono danés.                                                                                                  | 14 |
| Princesa Josefina |  | Príncesa de Dinamarca y condesa de Monpezat. Nacida en Copenhague, Dinamarca el 8 de enero de 2011 es la cuarta en la línea de sucesión al trono danés.                                                                                                 | 14 |

### El hermano y la cuñada del rey
| MIEMBRO          | ESCUDO | PERFIL | EDAD |
| ---------------- | ------ | --- | ---- |
| Príncipe Joaquín |        | Príncipe de Dinamarca y conde de Monpezat. Nacido en Copenhague, Dinamarca el 7 de junio de 1969, es el segundo hijo de la reina Margarita II y el príncipe consorte Enrique. Actualmente es el quinto en la línea de sucesión al trono danés. | 55   |
| Princesa Marie   |        | Princesa de Dinamarca y condesa de Monpezat. De origen plebeyo nació en París, Francia el 6 de febrero de 1976 y accedió a la casa real danesa tras su boda con el príncipe Joaquín el 24 de mayo de 2008.                                     | 49   |

### Los sobrinos del rey
| MIEMBRO        | ESCUDO | PERFIL | EDAD |
| -------------- | ------ | --- | ---- |
| Conde Nicolás  |        | Conde de Monpezat. Nacido en Copenhague, Dinamarca el 28 de agosto de 1999 es el primer hijo del matrimonio entre el príncipe Joaquín y Alejandra Manley. Actualmente es el sexto en la línea de sucesión al trono danés.     | 25   |
| Conde Félix    |        | Conde de Monpezat. Nacido en Copenhague, Dinamarca el 22 de julio de 2002 es el segundo hijo del matrimonio entre el príncipe Joaquín y Alejandra Manley. Actualmente es el séptimo en la línea de sucesión al trono danés.   | 22   |
| Conde Enrique  |        | Conde de Monpezat. Nacido en Copenhague, Dinamarca el 4 de mayo de 2009 es el primer hijo del matrimonio entre el príncipe Joaquín y la princesa Marie. Actualmente es el octavo en la línea de sucesión al trono danés.      | 15   |
| Condesa Atenea |        | Condesa de Monpezat. Nacida en Copenhague, Dinamarca el 24 de enero de 2012 es la segunda hija del matrimonio entre el príncipe Joaquín y la princesa Marie. Actualmente es la novena en la línea de sucesión al trono danés. | 13   |

### Las tías del rey
| MIEMBRO                   | ESCUDO | PERFIL | EDAD |
| ------------------------- | ------ | --- | ---- |
| Princesa Benedicta        |        | Princesa viuda de Sayn-Wittgenstein-Berleburg. Nacida en Copenhague, Dinamarca el 29 de abril de 1944 es la segunda hija del rey Federico IX y la reina consorte Ingrid. Se convirtió en princesa Sayn-Wittgenstein-Berleburg tras su matrimonio con el príncipe Ricardo el 3 de febrero de 1968.                   | 80   |
| Reina Ana María de Grecia |        | Ex reina consorte de Grecia. Nacida en Copenhague, Dinamarca el 30 de agosto de 1946 es la segunda hija del rey Federico IX y la reina consorte Ingrid. Se convirtió en reina de consorte de Grecia tras su matrimonio con el rey Constantino II el 18 de septiembre de 1964 hasta su exilio el 1 de junio de 1973. | 78   |

### Otros miembros de la familia real
| MIEMBRO        | ESCUDO | PERFIL | EDAD |
| -------------- | --- | --- | ---- |
| Conde Ingolf   | | Conde de Rosenborg. Nacido en Kongens Lynby, Dinamarca el 17 de febrero de 1940 es el primer hijo del príncipe Canuto y la princesa Carolina Matilde. Fue el segundo el la línea de sucesión al trono danés, tras su padre, durante el reinado de su tío Federico IX hasta la declaración de la enmienda de la Ley de Sucesión en 1953 en favor de su prima Margarita. | 84   |
| Condesa Sussie | Condesa de Rosenborg. De origen plebeyo nación en Copenhague, Dinamarca el 20 de febrero de 1950 y accedió a la casa real danesa tras su matrimonio con el conde Ingolf de Rosenborg el 7 de marzo de 1998. | 74 |      |

### Exmiembros de la casa real
| MIEMBRO           | MONOGRAMA | PERFIL | EDAD |
| ----------------- | --------- | --- | ---- |
| Condesa Alejandra |           | Condesa de Fredirksborg. De origen plebeyo y nacida en Ciudad de Victoria, Hong Kong británico el 30 de junio de 1964, accedió a la casa real danesa tras su matrimonio con el príncipe Joaquín el 18 de noviembre de 1995 hasta su separación el 16 de septiembre de 2004. Desde su divorcio tiene el título de condesa. | 60   |

## Miembros fallecidos
| MIEMBRO                   | MONOGRAMA | PERFIL | FALLECIMIENTO           | EDAD |
| ------------------------- | --------- | --- | ----------------------- | ---- |
| Rey Constantino II        |           | Rey de los helenos. Nace en Psijicó, Reino de Grecia el 2 de junio de 1940 y accede a la casa real danesa tras su boda con la princesa Ana María el 18 de septiembre de 1964.                                                                                                  | 10 de enero de 2023     | 82   |
| Princesa Elisabeth        |           | Princesa de Dinamarca. Nace en Copenhague, Dinamarca el 8 de mayo de 1935 siendo hija del príncipe Canuto de la princesa Carolina Matilde. | 19 de junio de 2018     | 83   |
| Príncipe Enrique          |           | Príncipe consorte de Dinamarca y conde de Monpezat. Nace en Talence, Francia el 11 de junio de 1934 y accede a la casa real danesa tras su boda con Margarita el 10 de junio de 1967. Es el padre del actual rey Federico X.                                                   | 13 de febrero de 2018   | 83   |
| Príncipe Ricardo          |           | Príncipe de Sayn-Wittgenstein-Beleburg. Nace en Giessen, Imperio alemán (III Reich) el 29 de octubre de 1934 y accede a la casa real danesa tras su boda con la princesa Benedicta el 3 de febrero de 1968.                                                                    | 13 de marzo de 2017     | 82   |
| Condesa Ana Dorte         |           | Condesa consorte de Rosenborg. Nace en Frederikssund, Dinamarca el 3 de octubre de 1947 y accede a la familia real danesa tras su boda con el conde Cristián de Rosenborg el 7 de febrero de 1971.                                                                             | 2 de enero de 2014      | 66   |
| Conde Cristián            |           | Conde de Rosenborg. Nace en Copenhague, Dinamarca el 22 de octubre de 1942 siendo hijo del príncipe Canuto de la princesa Carolina Matilde. | 21 de mayo de 2013      | 70   |
| Reina Ingrid              |           | Reina consorte de Dinamarca. Nace en Estocolmo, Suecia el 28 de marzo de 1910 y accede a la casa real danesa tras su boda con Federico el 24 de mayo de 1935. Es abuela del actual rey Federico X.                                                                             | 7 de noviembre de 2000  | 90   |
| Condesa Inge              |           | Condesa consorte de Rosenborg. Nace en Copenhague, Dinamarca el 21 de febrero de 1938 y accede a la casa real danesa tras su boda con el conde Ingolf de Rosenborg el 13 de enero de 1968.                                                                                     | 21 de julio de 1996     | 58   |
| Princesa Carolina Matilde |           | Princesa de Dinamarca. Nace en Copenhague, Dinamarca el 27 de abril de 1912 siendo hija del príncipe Haroldo Cristián de Dinamarca y la princesa Elena Adelaida de Schleswig-Holstein-Sonderburg-Glücksburg. Además se casa con el príncipe Canuto el 8 de septiembre de 1933. | 12 de diciembre de 1995 | 83   |
| Príncipe Canuto           |           | Príncipe de Dinamarca. Nace en Copenhague, Dinamarca el 27 de julio de 1900 siendo hijo del rey Cristián X de Dinamarca y la reina consorte Alejandrina. | 14 de junio de 1976     | 75   |
| Rey Federico IX           |           | Rey de Dinamarca. Nace en Lyngby-Taarbæk, Dinamarca el 11 de marzo de 1899 y es rey desde la muerte de su padre, el rey Cristián X, hasta su propio fallecimiento. Es abuelo del actual rey Federico X.                                                                        | 14 de enero de 1972     | 72   |

## Consortes reales
| MIEMBRO                                 | PERFIL                                                                                         | INICIO                  | FINALIZACIÓN             | TOTAL   |
| --------------------------------------- | ---------------------------------------------------------------------------------------------- | ----------------------- | ------------------------ | ------- |
| Dorotea de Sajonia-Lauenburgo           | Esposa del rey Cristián III nacida en Lauenburgo, Ducado de Sajonia-Lauenburgo                 | 4 de julio de 1534      | 1 de enero de 1559       | 25 años |
| Sofía de Mecklemburgo-Güstrow           | Esposa del rey Federico II nacida en Wismar, Ducado de Mecklemburgo-Schwerin                   | 20 de julio de 1572     | 4 de abril de 1588       | 16 años |
| Ana Catalina de Brandeburgo             | Esposa del rey Cristián IV nacida en Halle, Margraviato de Brandeburgo                         | 27 de noviembre de 1597 | 8 de abril de 1612       | 15 años |
| Sofía Amelia de Brunswick-Lüneburg      | Esposa del rey Federico III nacida en Herzberg am Harz, Alemania                               | 28 de febrero de 1648   | 9 de febrero de 1670     | 22 años |
| Carlota Amalia de Hesse-Kassel          | Esposa del rey Cristián V nacida en Kassel, Landgraviato de Hesse-Kassel                       | 9 de febrero de 1670    | 25 de agosto de 1699     | 29 años |
| Luisa de Mecklemburgo-Güstrow           | Primera esposa del rey Federico IV nacida en Güstrow,Alemania                                  | 25 de agosto de 1699    | 15 de marzo de 1721      | 21 años |
| Ana Sofía Reventlow                     | Segunda esposa del rey Federico IV nacida en el Castillo de Clausholm, Dinamarca               | 4 de abril de 1721      | 12 de octubre de 1730    | 9 años  |
| Sofía Magdalena de Brandeburgo-Kulmbach | Esposa del rey Cristián VI nacida en Núremberg, Alemania                                       | 12 de octubre de 1730   | 6 de agosto de 1746      | 15 años |
| Luisa de Gran Bretaña                   | Primera esposa del rey Federico V nacida en Leicester House, Londres, Reino de Gran Bretaña    | 6 de agosto de 1746     | 19 de diciembre de 1751  | 5 años  |
| Juliana María de Brunswick-Wolfenbüttel | Segunda esposa del rey Federico V nacida en Wolfenbüttel, Principado de Brunswick-Wolfenbüttel | 8 de julio de 1752      | 14 de enero de 1766      | 14 años |
| Carolina Matilde de Gran Bretaña        | Esposa del rey Cristián VII nacida en Londres, Reino de Gran Bretaña                           | 8 de noviembre de 1766  | 8 de abril de 1772       | 5 años  |
| María Sofía Federica de Hesse-Kassel    | Esposa del rey Federico VI nacida en Hanau, Landgraviato de Hesse-Kassel                       | 13 de marzo de 1808     | 3 de diciembre de 1839   | 31 años |
| Carolina Amalia de Augustenburg         | Esposa del rey Cristián VIII nacida en Copenhague,Dinamarca                                    | 13 de diciembre de 1839 | 20 de enero de 1848      | 9 años  |
| Luisa de Hesse-Kassel                   | Esposa del rey Cristián IX nacida en Kassel, Electorado de Hesse-Kassel                        | 15 de noviembre de 1863 | 29 de septiembre de 1898 | 34 años |
| Luisa de Suecia                         | Esposa del rey Federico VIII nacida en Estocolmo, Suecia                                       | 29 de enero de 1906     | 14 de mayo de 1912       | 6 años  |
| Alejandrina de Mecklemburgo-Schwerin    | Esposa del rey Cristián X nacida en el Gran Ducado de Mecklemburgo-Schwerin, Imperio alemán    | 14 de mayo de 1912      | 20 de abril de 1947      | 34 años |
| Ingrid de Suecia                        | Esposa del rey Federico IX nacida en Estocolmo, Suecia                                         | 20 de abril de 1947     | 14 de enero de 1972      | 24 años |
| Enrique de Laborde de Monpezar          | Esposo de la reina Margarita II nacido en Talence, Francia                                     | 14 de enero de 1972     | 13 de febrero de 2018    | 46 años |
| María Donalsond                         | Esposa del rey Federico X nacida en Hobart, Australia                                          | 14 de enero de 2024     | Actualidad               |         |